# Municipio de Scioto (condado de Jackson)
El municipio de Scioto (en inglés: Scioto Township) es un municipio ubicado en el condado de Jackson en el estado estadounidense de Ohio. En el año 2010 tenía una población de 1921 habitantes y una densidad poblacional de 17,51 personas por km².

## Geografía
El municipio de Scioto se encuentra ubicado en las coordenadas 38°59′7″N 82°44′9″O / 38.98528, -82.73583. Según la Oficina del Censo de los Estados Unidos, el municipio tiene una superficie total de 109.68 km², de la cual 109.5 km² corresponden a tierra firme y (0.16%) 0.17 km² es agua.

## Demografía
Según el censo de 2010, había 1921 personas residiendo en el municipio de Scioto. La densidad de población era de 17,51 hab./km². De los 1921 habitantes, el municipio de Scioto estaba compuesto por el 97.76% blancos, el 0.26% eran afroamericanos, el 0.1% eran amerindios, el 0.88% eran asiáticos, el 0.05% eran isleños del Pacífico, el 0.16% eran de otras razas y el 0.78% pertenecían a dos o más razas. Del total de la población el 0.52% eran hispanos o latinos de cualquier raza.